# Harbour Centre
El Harbour Centre es un rascacielos situado en el distrito financiero del centro de la ciudad de Vancouver, la más poblada de la Columbia Británica (Canadá). Las vistas panorámicas que ofrece desde el Vancouver Lookout, situado en lo alto del edificio, convierten al Harbour Centre en uno de los atractivos turísticos más importantes de la ciudad.
El estudio WMZH Architects fue el que diseñó el Harbour Centre, cuya construcción se prolongó desde 1974 a 1977, convirtiéndose desde entonces en el edificio más alto de Vancouver con un total de 177 m de altura hasta que fue superado en 2008 por el Living Shangri-La. El cuerpo arquitectónico de la estructura consta de 28 pisos y 146 m, a los que hay que añadir el Lookout (que llega a los 168 m) y la antena de telecomunicaciones (con los que finalmente alcanza los 177 m).
Este rascacielos se sitúa en el 555 de West Hastings Street, cerca de la estación de Waterfront lo que hace que esté muy bien comunicado mediante los distintos medios de transporte públicos de Vancouver.
El Harbour Centre debe su fama turística al Lookout que corona el edificio ofreciendo una panorámica de 360° y que fue inaugurado por Neil Armstrong el 13 de agosto de 1977. Asimismo, este edificio también acoge un campus de la Universidad Simon Fraser desde 1997.